# Ала ад-Дін Атсиз
Ала ад-Дін Атсиз (*28 березня 1097/1098 — 1156) — хорезмшах у 1127—1156 роках (з перервою у 1138—1139 роках). Повне ім'я Ала ад-Дін Абул-Музаффар Атсиз Кизил-Арслан ібн Мухаммед.

## Біографія

### Початок панування
Походив з роду Ануштегінідів. Старший син хорезмшаха Мухаммеда I. Народився у 1097 або 1098 році, напевне в Хорезмі. Здобув гарну освіту в Мерві, де захопився не лише релігійними знаннями, а й світськими науками, мистецтвом та поезією. Після завершення навчання став одним з найближчих помічників батька. Час від часу за неможливості хорезмшаха Атсиз особисто супроводжувати податки, зібрані в Хорезмі, до султана Ахмада Санджара.
У 1127 році після смерті батька призначається хорезмшахом. Спочатку, намагаючись зміцнити свою владу, Атсиз дотримувався вірності султанові. У 1130 році під час походу проти Арслан-хана Караханіда, правителя Самарканду, врятував життя Санджара під час змови частині емірів проти нього.
У 1131 році брав участь у поході Ахмада Санджара проти його небожів Масуда та Сельджук-шаха. У вирішальній битві при дай-Марджі (біля Гамадану) Атсиз керував лівим крилом султанового війська, яке здобуло переконливу перемогу.
Невдовзі після цього Атсиз встановив прямі дипломатичні стосунки з халіфом аль-Мустаршидом, який 1133 року прислав хорезмшаху почесні шати. Це порушувало васальні зобов'язання Атсиза стосовно Великих Сельджуків, робило його більш самостійним. Ймовірно з цього часу Атсиз став панувати звільнення від владу султана Ахмада Санджара.
У 1135 році брав участь у поході проти Баграм-шаха Газневіда, що повстав проти Сельджуцької імперії. Атсиз обіймав посаду кутвала (коменданта) міста Балх, відповідаючи за забезпечення війська одягом, харчам та військовим начинням. Після успішного завершення походу Атсиз повернувся до Хорезму й тривалий час не брав участь у походах султана.

### Боротьба з султаном
Першою незалежною дією у 1138 році стало захоплення міста Дженд у нижній течії річки Сирдар'я та підкорення півострова Мангишлак, підкоривши племена ябгу, барані. Усі землі було приєднано до Хорезму. В свою чергу султан розцінив це як виклик й рушив проти Атсиза. У битві при Хараспі військо хорезмшаха зазнало поразки, а його син Атлик загинув. В свою чергу Ала ад-Дін Атсиз вимушений тікати. Султан Ахмад Санджар призначив новим хорезмшахом свого небожа Сулейман-шаха.
У лютого 1139 року після повернення Ахмада Санджара до Мерву, Атсиз рушив на Хорезм задля повернення влади. Протягом декількох місяців на його бік перейшло населення й він зміг вигнати сулейман-шаха зі своїх володінь. Після цього хорезмшах став готуватися до нового протистояння з султаном Великих Сельджуків. Втім, не впевнений у перемозі, вимушений був просити прощення у Санджара, якого знову визнав сюзереном.
Втім відновивши військову потугу Атсиз знову розпочав самостійні дії. 1139 року підкорив округ Кабуд-Джама, встановив зверхність над Джурджаном. Невдовзі захопив Бухару, стративши Зангі ібн Алі, місцевого валі Санджара. Атсиз наказав зруйнувати потужну цитадель Бухари. Після цього зі здобиччю відступив до Хорезму. Цим діяв сприяло зосередження уваги султана на більш важливому супротивнику — кара-китаях, що вдерлися в межі Мавераннахру. 1140 року каракитаї у битві біля Ходжента завдали тяжкої поразки Махмуду ібн Арслан-хану Караханіду, васалу султана Ахмада Санджара.
У 1141 році знову номінально визнав зверхність султана Великих Сельджуків. Водночас відновив дипломатичні стосунки з Багдадським халіфатом. А вже 9 вересня того ж року у битві в Катаванському степу (неподалік від Самарканда) сельджуцьке військо султана Санджара зазнало нищівної поразки від каракитаїв.
Вже у жовтні 1141 року Атсиз вдерся до Хорасану, захопивши місто Серахс, а у листопаді столицю Сельджуцької держави — Мерв, де захопив державу скарбницю султана Ахмада Санджара. також було страчено багатьох знатних осіб, що намагалися організувати опір хорезмшахові. У травні 1142 року було захоплено Нішапур, де конфісковано гроші й майно наближених султана. Водночас брат хорезмшаха — Їнал-Тегін — захопив міста Бейхак і Фареймаз. Повернувшись до себе Атсиз уклав договір з гюр-ханом Елюй Даші, володарем каракитаїв, щодо сплати останнім данини у розмірі 30 тис. золотих динарів (грішми або худобою). Натомість гюр-хан призначив намісником Бухари небожа Атсиза — Атма-Тегіна.
У 1143 році султан Санджар, що відновив свої сили, рушив проти Хорезму, взявши в облогу Гургандж. Вона тривала до 1144 року. Невзмозі протистояти султану Атсиз таємно дав хабара емірам, які умови султана зняти облогу. За мирною угодою Атсиз повернув кошти та скарбницю, захоплені в Мерві та Нішапурі, а також вкотре визнав зверхність Великих Сельджуків. Втім, невдовзі хорезмшах знову розпочав незалежну політику. 1145 року він відновив свою владу над Джендом, що відпав під час боротьби з Ахмадом Санджаром.
У 1147 році султан Санджар знову рушив проти Атсиза, якого взяв в облогу у фортеці Хазарасп. Вона тривала 2 місяці, в цей час Атсиз зумів прорватися до столиці Гургандж, де також опинився в облозі. 1148 році Атсиз здався, з великими складнощами вимолив помилування у султана, якого визнав своїм сюзереном. Атсиз знову став відновлювати свою потугу. Лише у 1152 році здійснив великий похід, знову повернувши Дженд, який захопив у кара-китаїв.

### Здобуття незалежності
1153 року після важкої поразки султана Ахмада Санджара від повсталих огузів, що завершилась полоном останнього, Атсиз розпочав активні дії з захоплення частин Сельджуцької імперії. У 1153—1154 роках здійснено походи до Хорасану, які завершилися пограбуванням земель. Втім, хорезмшаху не вдалося розширити свої володіння. Водночас уклав союз з маліками сіджистану, Мазандерану та Гурідами, спрямований проти огузів.
1156 року Атсиз з військом підійшов до Шахристану. Проте в цей час з полон втік султан Ахмад Санджар. Після цього Атсиз повернувся до Хорезму, де розпочав листування з огуами, насамперед еміром Туті-беком. Втім, невдовзі помер у Хабушані. Йому спадкував син Іл-Арслан.

## Поезія
Складав касиди і рубаї перською мовою, знав багато віршів напам'ять.